# عمود (قاعدة بيانات)

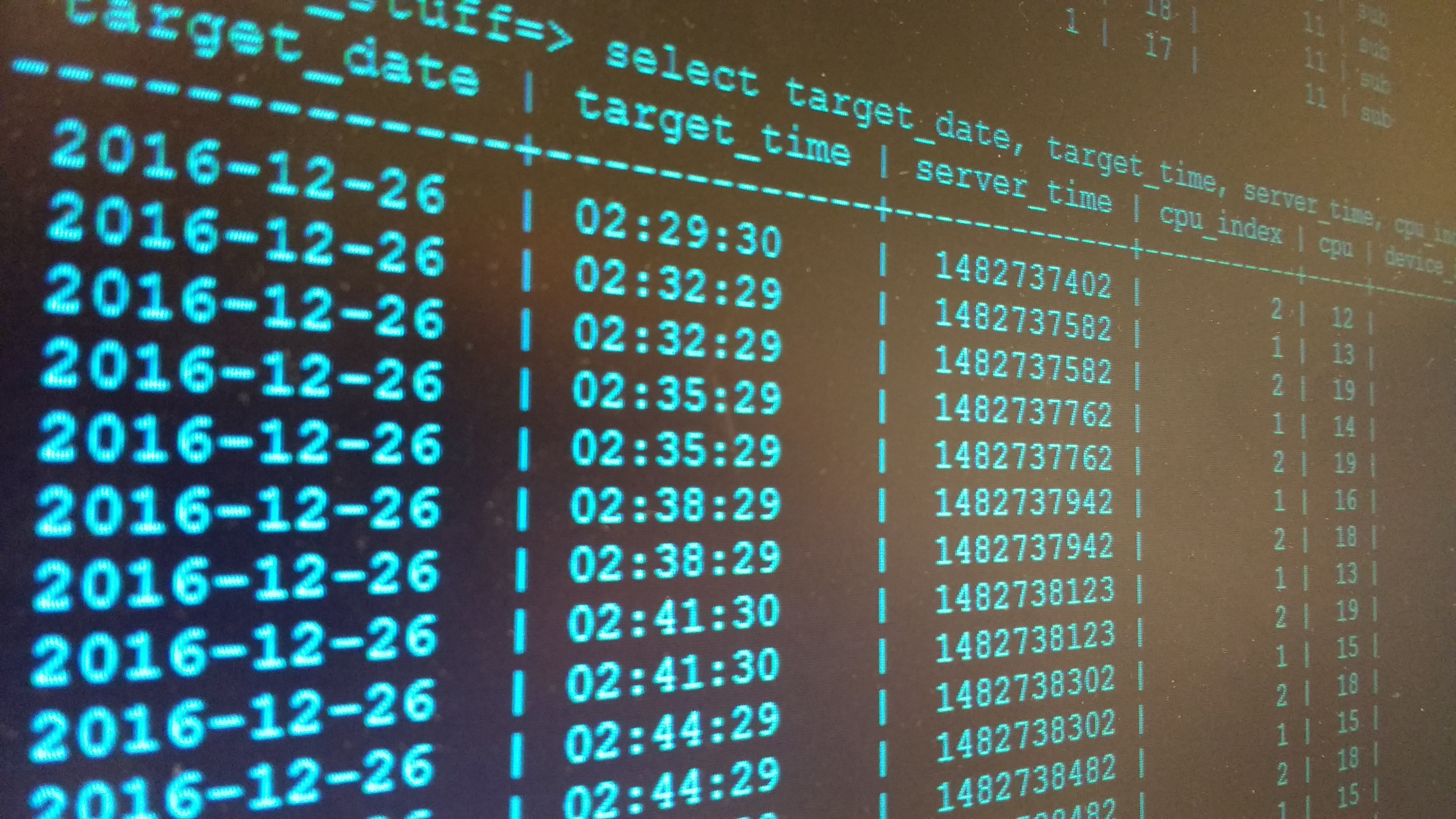

في سياق جداول قواعد البيانات، فإن العمود هو عبارة عن مجموعة من قيم البيانات لنوع بسيط (قيمة واحدة لكل صف من الجدول). الأعمدة تقدم الهيكلية التي سوف تتكون على هيئتها الصفوف.
أحيانا يستخدم مصطلح الحقل بنفس معنى العمود، إلا أن البعض يرون أن الاستخدام الصحيح لمصطلح الحقل يكون للإشارة إلى قيمة واحدة ناتجة عن تقاطع عمود مع صف.